# Oswaldella nova
Oswaldella nova är en nässeldjursart som först beskrevs av William Robert Jarvis 1922.  Oswaldella nova ingår i släktet Oswaldella och familjen Kirchenpaueriidae. Inga underarter finns listade i Catalogue of Life.